# Quiche
Una quiche (pronunciació, "quix") és una mena de pastís salat d'origen francès. Té una base de pasta brisa (dita també trencada) crua que s'omple amb una barreja molt líquida de llet, ous i farina, a la qual es poden afegir ingredients al gust, que tradicionalment es decora amb una mica de formatge ratllat abans de coure-la al forn. Una de les versions més típiques i més antigues té el nom de quiche lorraine (quiche de la Lorena), que com a ingredients té cansalada tallada a trossets i ceba també trinxada. Al nord de França són molt populars en general les versions que tenen formatge i verdura (espinacs i formatge, o porro i formatge, o també verdura amb salmó fumat, per exemple) mentre que a Occitània sovint prefereixen fer-ne sense base i la consideren una evolució enriquida de les farinetes o una forma salada d'alguns pastissos locals (com el clafotís o la flonyarda). No hi ha normes per als ingredients a posar, i cadascú les fa del que més li agrada o amb el que es tingui a l'abast. Actualment se'n fan d'hortalisses, amb formatge, amb pernil dolç o salat, amb bolets, amb qualsevol combinació que hom pugui trobar en una coca, pizza, etc.

## Origen i història
La paraula quiche, de la paraula Küeche del fràncic lorenès, prové de la paraula del fràncic kok, i com coca, té les mateixes arrels que l'anglès cake, o l'alemanya Kuchen.
Aquesta paraula, kuchen, va passar a la llengua que es parlava a la regió francesa de Lorena, de la qual és originària aquesta preparació. La Lorena és fronterera amb Alemanya. L'expressió quiche lorraine apareix escrita per primer cop l'any 1605, però encara no estava guarnida amb cap ingredient. La cansalada i la ceba (ingredients que típicament també guarneixen una coca fina molt típica del nord de França i a Alemanya, la flamenkuche, que també té nata) no es van incorporar fins al segle xix, i les altres variants fins al segle xx.